# Chaux de Marrakech

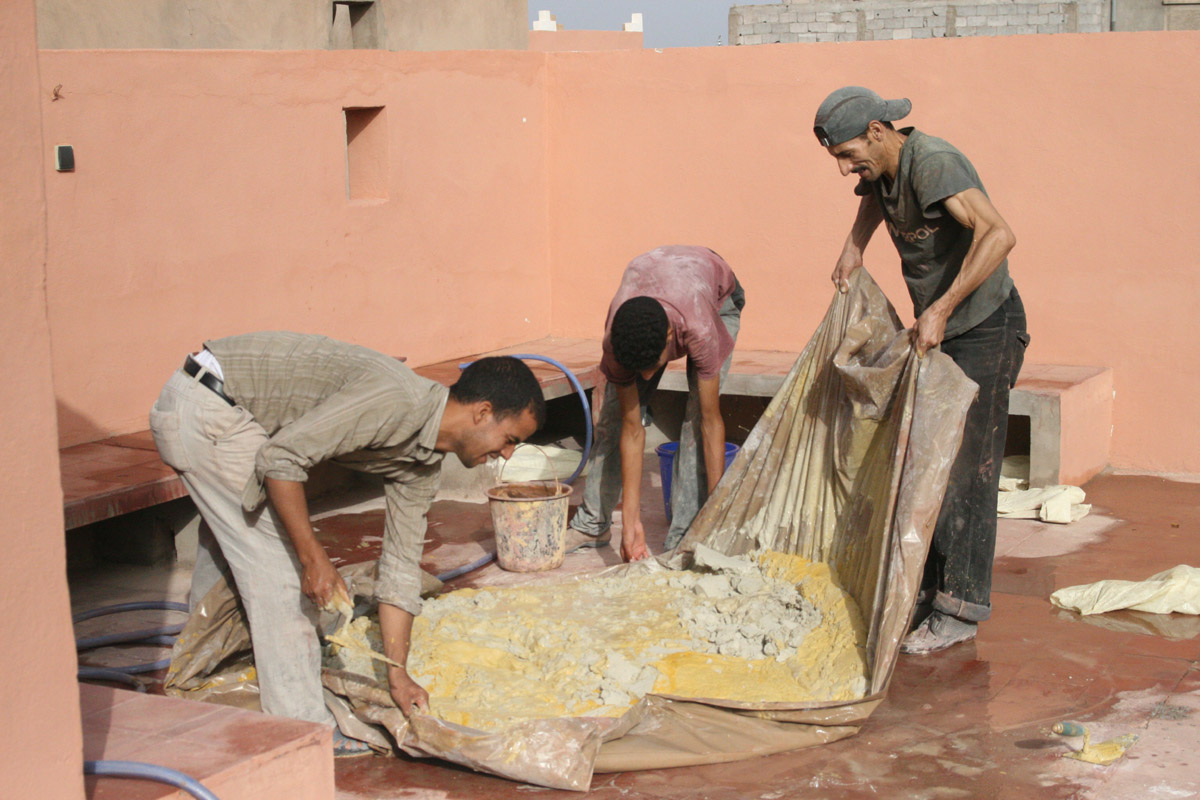
Chaux de Marrakech mélangée avec de l'eau et du pigment jaune pour faire du tadelakt à Dar Rita, Ouarzazate, Maroc

La chaux de Marrakech est une chaux produite dans la région de Marrakech. 
Le calcaire des carrières de Marrakech contient naturellement de la silice, des alumines, du quartz et divers éléments minéraux. Après extinction par ajout d'eau, la chaux gardera de nombreuses particules non cuites, ce qui fera d’elle une chaux « chargée » naturellement d'agrégats.
Cette chaux est la matière essentielle pour la réalisation du tadelakt traditionnel.